# Comté de Chaves
Le comté de Chaves est l’un des 33 comtés de l’État du Nouveau-Mexique, aux États-Unis. Établi le 25 février 1889 à partir d’une fraction du comté de Lincoln, il a été nommé en hommage au colonel Jose Francisco Chaves.
Le siège du comté est Roswell.

## Comtés adjacents
- Comté de De Baca, Nouveau-Mexique (nord)
- Comté de Roosevelt, Nouveau-Mexique (nord-est)
- Comté de Lea, Nouveau-Mexique (est)
- Comté d’Eddy Nouveau-Mexique (sud)
- Comté d’Otero, Nouveau-Mexique (sud-ouest)
- Comté de Lincoln, Nouveau-Mexique (ouest)

## Aires protégées
- Bitter Lake National Wildlife Refuge
- Mescalero Sands North Dune Off-Highway Vehicle Area
- Salt Creek Wilderness